# 替补演员
替补演员是指一类现场演出中的演员，他们会被要求事先学习排演其它演员的表演内容，并在原本的表演者因伤病、意外、人事变动等原因无法登台表演时，代替原表演者的位置出场表演。广义的替补演员可以指所有拥有这样任务的演员，而在音乐剧中，狭义的替补演员（Understudy）不仅仅要作为其它演员的替补，同时本身也是一个剧中的常规表演者。

## 音乐剧中的替补演员
一出百老汇音乐剧往往参演人员众多，为了保障全剧的稳定运作几乎每一个常规表演者都会安排有人替补。在百老汇不同类型替补演员通常可能以三种形式被标注。

#### 待机演员（Standby）
待机演员一般是作为重要主演的专门替补。尽管不会参与到常规的表演中去，但依然会被要求在表演时待在后台随时待命。由于成本的问题，通常只有比较大型的制作才会根据需要设置待机演员（并不是必然设置）。

#### 替补演员（Understudy）
音乐剧中的替补演员是作为主要角色的替补而存在的。被选作替补的演员既可以是群众演员，也可能是出演配角的演员作为更加主要角色的替补，在做好替其它演员出场的准备的同时他们还要完成自己本身的表演工作。有时候一个角色可能会有多个替补，并设置替补的优先级，一个演员也可能会成为多个角色的替补。替补演员除了在原演员因伤病、休假、意外等导致的不能出演时替代原演员登台，有时候本身也是作为角色的储备人才，在原表演者因合约到期或其他原因离开后，替补演员有很大几率正式接手这一角色。

#### 群演替补（Swing）
音乐剧中还有大量的群舞、群唱和群演。当他们因为伤病、意外或者因为成为其它演员的替补而缺席时，就需要群演替补来填补他们的位置。群演替补在没有替补工作的时候不需要上场表演，但仍需要待在后台待命。